# Dalí nudo
Dalí nudo (per esteso Dalí nudo in contemplazione davanti a cinque corpi regolari metamorfizzati in corpuscoli, nei quali appare improvvisamente Leda di Leonardo cromosomatizzata nel viso di Gala) è un dipinto del pittore spagnolo Salvador Dalí. Realizzato nel 1954, in pieno periodo corpuscolare, è uno degli autoritratti dell'artista più famosi.

## Storia e descrizione
Dalí, in seguito allo scoppio della bomba nucleare e all'inizio dell'era atomica, ne rimane particolarmente colpito e medita sulle terribili ma affascinanti implicazioni che l'imbrigliare una così straordinaria energia porta all'umanità.
Il pittore scorge pensieri metafisici nello scoprire la discontinuità della struttura della materia e, nella sua pittura, inserisce elementi che hanno come scopo la dimostrazione e l'illustrazione di questa struttura corpuscolare.
Nei primi anni cinquanta arriva addirittura a tenere delle conferenze sulle sue teorie, dove afferma che "la nuova cosmogonia (nascita dell'Universo) integra alla metafisica i principi generali che stanno alla base dei progressi inauditi che le scienze particolari hanno avuto ai nostri tempi."
Ovviamente tutte queste teorie trovano ampia raffigurazione sulle opere di Dalí, che, con il nome di Mistica nucleare, dipinge immagini esplose, scomposte in miriadi di corpi sferici e geometrici tridimensionali.
Il dipinto non rientra assolutamente nei canoni classici di rappresentazione di un autoritratto, difatti l'artista occupa una parte del ritratto, elemento di una scena che tende a ritrarre più propriamente le sue teorie metafisiche che lui fisicamente.
In primo piano Dalí è nudo (a parte la censura dei genitali), immerso nel mare del paesaggio di Port Lligat che fa da sfondo, inginocchiato in posizione estatica su di una razza a contemplare "la materia che è continuamente soggetta a dematerializzazione, la disintegrazione attraverso la quale si manifesta la spiritualità di tutte le sostanze", ovvero la bellezza assoluta, rappresentata dal viso della Leda leonardesca che si unisce a quello di sua moglie Gala, scomposto in decine di sfere e corpi tridimensionali e che sembra scendere da un ordigno nucleare.